# Фонтан с дельфинами (Познань)

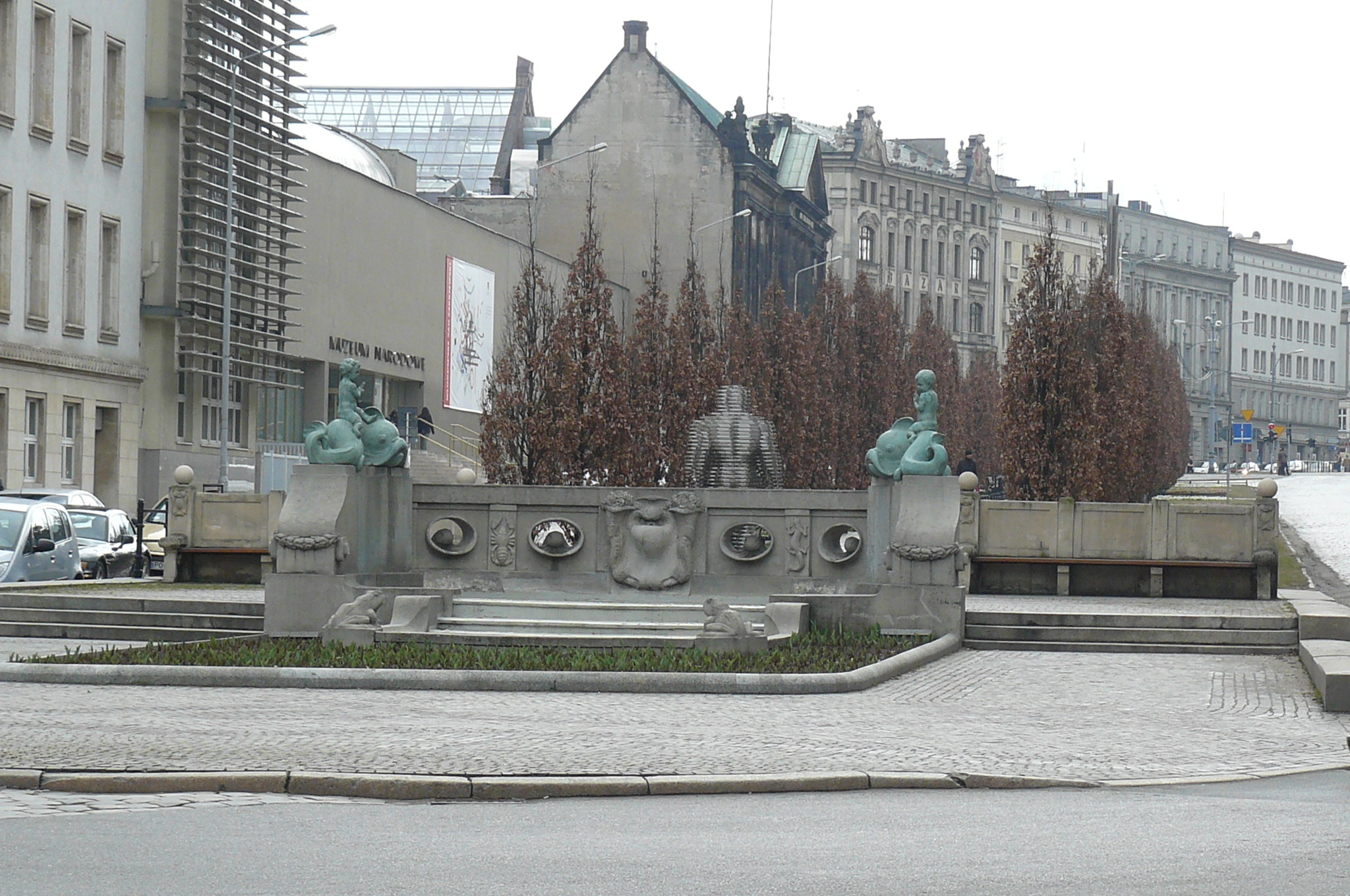
Фонтан с дельфинами, Познань, Польша

Фонтан с дельфинами или фонтан Ледерера, родник Кронхталя (пол. Fontanna z delfinami, Fontanna Lederera, Studzienka Kronthala) — фонтан, находящийся в Познани, Польша. Фонтан расположен на центральной оси аллеи Кароля Марцинковского на пересечении с улицей 23 февраля.

## История
Первоначально на месте сегодняшнего фонтана располагался городской фонтан, построенный  Эдвардом Рачинским. Сегодняшний фонтан был построен в 1909 году по проекту Уго Ледерера из Берлина. Строительство фонтана спонсировал германский торговец Густав Кронхталь, от имени которого произошло одно из названий фонтана. Позднее фонтан был обновлён польским скульптором Эдвардом Хауптом. Фонтан был окружён арочной балюстрадой, на концах которой размещены медные мальчики, сидящие на дельфинах.

## В настоящее время
Фонтан был отремонтирован в 2006 году. После ремонта были установлены перила.
Сегодня рядом с фонтаном находится памятник Голему, после пересечения улицы 23 февраля находится памятник Каролю Марцинковскому. По флангам фонтана располагаются здания почты и Университет изобразительных искусств. На противоположной стороне аллеи Кароля Марцинковского возле старого здания Национального музея находится стела Хейнца Мака.

## Источник
- Zbigniew Zakrzewski, W zasięgu hejnału — Ulicami mojego Poznania, część II, wyd. Kwartet, Poznań 2006, s.225, ISBN 83-60069-25-5
- Praca zbiorowa, Poznań — przewodnik po zabytkach i historii, Wydawnictwo Miejskie, Poznań, 2003, s.180-181, ISBN 83-87847-92-5
- Beata Marcińczyk, Delfinkom szkodzi ruch samochodów?, w: Głos Wielkopolski, 27.1.2011, s.8, ISSN 1898-3154
- Poznań — atlas aglomeracji 1:15.000, wyd. CartoMedia/Pietruska & Mierkiewicz, Poznań, 2010, ISBN 978-83-7445-018-8